# Liroetiella antennata
Liroetiella antennata es una especie de insecto coleóptero de la familia Chrysomelidae.
Fue descrita científicamente en 1993 por Mohamedsaid & Kimoto.